# Arginin
Arginin (okrajšano kot Arg ali R) je α-aminokislina. L-oblika arginina je ena od 20 proteinogenih aminokislin (ki v človeškem organizmu tvorijo beljakovine). Kodon,i ki zapisujejo arginin, so CGU, CGC, CGA, CGG, AGA in AGG. Pri sesalcih uvrščamo arginin med pogojno esencialne aminokisline; esencialnost (nujnost vnosa s hrano) je odvisna od razvojne stopnje in zdravstvenega stanja osebka. Otroci in mladiči pri drugih sesalcih ne morejo sami proizvesti dovoljšnjih količin arginina in zato ga morajo prejemati s hrano.  
Arginin je prvi osamil švicarski kemik Ernst Schultze leta 1886, in sicer iz volčjega boba.

## Zgradba
Stranska veriga pri argininu je zgrajena iz alifatske verige s tremi ogljikovimi atomi, na zadnjega je pa vezana gvanidinska skupina.
Vrednost pKa gvanidinske skupine znaša 12,48 in je v nevtralnem, kislem ali celo bolj bazičnem okolju pozitivno nabita. Zaradi konjugacije dvojne vezi in prostega elektronskega para na dušiku je pozitivni naboj delokaliziran in zato lahko nastajajo multiple vodikove vezi.